# Armand Dayot
Pour les articles homonymes, voir Dayot.
Armand Pierre Marie Dayot, né le 19 octobre 1851 à Paimpol (Côtes-d'Armor) et mort le 2 octobre 1934 à Bandol (Var), est un critique d'art et historien d'art français, fondateur de la revue L'Art et les Artistes.

## Biographie
Armand est le fils de Jean-Claude-Amateur Dayot, vétérinaire, et de Marie-Anne Le Manac.
Licencié en droit, il est successivement chef de cabinet du préfet d'Oran puis du ministre des Beaux-Arts du cabinet Gambetta. Il intègre alors cette administration et devient inspecteur adjoint, inspecteur puis inspecteur général des Beaux-Arts et des Musées, et, à ce titre, chargé de mission pour diffuser l'art français dans le monde. Il sera aussi membre du Conseil supérieur des beaux-arts.
En 1902, il est récompensé pour avoir sauvé des victimes lors de l'incendie du Bazar de la Charité.
En 1905, il fonde la revue critique L'Art et les Artistes avec l'aide d'Adolphe Thalasso et Gabriel Mourey.
En 1912, il dirige la section française des artistes représentés lors de la Sécession de Munich.
Armand Dayot, après avoir patronné la constitution de la Société des artistes animaliers en 1912, est l'organisateur, en 1913 avec le peintre Roger Reboussin, du Salon des artistes animaliers.
Albert Besnard réalise le portrait de son épouse (musée de Düsseldorf).
Sa carrière, ses services et son œuvre lui valent d'être nommé chevalier de la Légion d'honneur en 1891 (décoré par Ernest Renan), promu officier en 1904 (décoré par Henry Roujon) et commandeur en 1926 (décoré par Paul Léon).
Essayiste critique d'art curieux de tout, mélomane et compositeur de musique à ses heures perdues, il éveilla particulièrement l'intérêt des publics aux artistes du XVIIIe siècle, tous genres confondus.
Armand Dayot épousa Mériem Lasry et ils furent les parents de Madeleine Dayot, artiste-peintre, décoratrice, critique d'art, directrice-adjointe puis directrice de la revue L'Art et les Artistes. 
Il est inhumé au cimetière de Passy (4e division).

## Distinctions
- Commandeur de la Légion d'honneur

## Ouvrages
- Salon de 1884. Cent planches en photogravures, par Goupil & Cie (1884)
- Croquis de voyage, Italie, Espagne, Portugal (1887)
- Les Maîtres de la caricature française au XIXe siècle (1888)
- L'Aventure de Briscart (1888)
- Les Courses de taureaux, illustré par Manuel Luque (1889)
- Un siècle d'art, notes sur la peinture française à l'Exposition centennale des beaux-arts, suivies du catalogue complet des œuvres exposées (1890)
- Le Salon de 1890. Cent planches en photogravure et à l'eau-forte, par Goupil & Cie (1890)
- Salon illustré. Société des artistes français et Société nationale des beaux-arts (1891-1892)
- Raffet et son œuvre, 100 compositions lithographiques, peintures à l'huile, aquarelles, sépias et dessins inédits (1892)
- Charlet et son œuvre, avec 118 compositions lithographiques, peintures à l'huile, aquarelles, sépias et dessins inédits (1893)
- Napoléon raconté par l'image, d'après les sculpteurs, les graveurs et les peintres (1895)

- Prix Monbinne de l’Académie française
- La Révolution française : Constituante, Législative, Convention, Directoire, d'après des peintures, sculptures, gravures, médailles, objets du temps (1896-1897)
- Journées révolutionnaires, 1830-1848, d'après des peintures, sculptures, dessins, lithographies, médailles, autographes, objets du temps (1897)
- Le Long des routes, récits et impressions (1897) Texte en ligne
- Les Vernet : Joseph, Carle, Horace (1898)
- L'Image de la femme depuis l'antiquité jusqu'à nos jours (1899)
- Le Second Empire, 2 décembre 1851-4 septembre 1870, d'après des peintures, gravures, photographies, sculptures, dessins, médailles autographes, objets du temps (1900)
- L'Invasion, Le siège, la Commune. 1870-1871. D'après des peintures, gravures, photographies, sculptures, médailles autographes, objets du temps (sans date, mais un avant-propos de l'auteur, p. 230, est daté du 4 septembre 1901) Réédition : Tristan Mage, 2003  (ISBN 2878913930)
- Histoire contemporaine par l'image, d'après les documents du temps, 1789-1872 (1905)
- Le Vertige de la beauté. 72 compositions de Charles Jouas, gravées sur bois par Eugène Dété (1906)
- La Peinture anglaise, de ses origines à nos jours (1908) avec Gabriel Mourey
- Napoléon. Illustrations d'après des peintures, sculptures, gravures, objets du temps (1908)
- Louis XIV. Illustrations d'après des peintures, sculptures, gravures, objets du temps (1909)
- Grands et petits maîtres hollandais (1912)
- Histoire générale de la peinture (2 volumes, 1917)
- Carle Vernet, étude sur l'artiste, suivie d'un catalogue de l'œuvre gravé et lithographié et du catalogue de l'exposition rétrospective de 1925 (1925)
- Josuah Reynolds, peintre et esthéticien (1930)
- L'Heureuse Traversée (1933)
- La Folie du Comte Lucius (s. d.)
- La Restauration (Louis XVIII-Charles X) d'après l'image du temps (s. d.)
- Le Moyen Âge. La Gaule Romaine. Les Invasions. La France féodale. La Royauté (s. d.)
- De la Régence à la Révolution, la vie française au XVIIIe siècle (s. d.)
- J.-B. Siméon Chardin. Avec un catalogue complet de l'œuvre du maître, par Jean Guiffrey (s. d.)